# Джарджан (село)
Джарджа́н  (якут. Дьардьаан) — упразднённое село в Жиганском национальном эвенкийском районе Якутии России. Село входило в состав Линдинского наслега.

## География
Село расположено в Арктической зоне региона, на Центральноякутской низменности, при впадении р. Джарджан в р. Лена.
Расстояние до улусного центра — села Жиганск — 220 км.

## История
Согласно Закону Республики Саха (Якутия) от 30 ноября 2004 года N 173-З N 353-III село вошло в образованное муниципальное образование Линдинский наслег.

## Население
| 2002 | 2010 | 2012 | 2013 | 2021 |
| ---- | ---- | ---- | ---- | ---- |
| 0    | ↗1   | →1   | →1   | ↘0   |

## Транспорт
Пристань на р. Лена «Джарджан». Воздушный транспорт.